# خيتون أخضر
الخيتون الأجلك (الاسم العلمي: Chiton glaucus) أو الخيتون الأخضر أو الخيتون الأخضر المزرق هو نوع من الخيتونات، وهو رخوي بحري متعدد الأصداف من الفصيلة الخيتونية، وهو الخيتون النموذجي. إنه أكثر أنواع الخيتونات شيوعاً في نيوزيلندا. يعتبر الخيتون الأجلك جزءً من مجموعة بدائية جداً من الرخويات مع وجود دليل على وجودها في ما يصل إلى 80 مليون سنة من السجل الأحفوري.

## روابط خارجية
- آرثر ويليام بيدن باول, New Zealand Mollusca, هاربر كولنز, Auckland, New Zealand 1979 (ردمك 0-00-216906-1)